# Klaus Burkhardt (Diplomat)

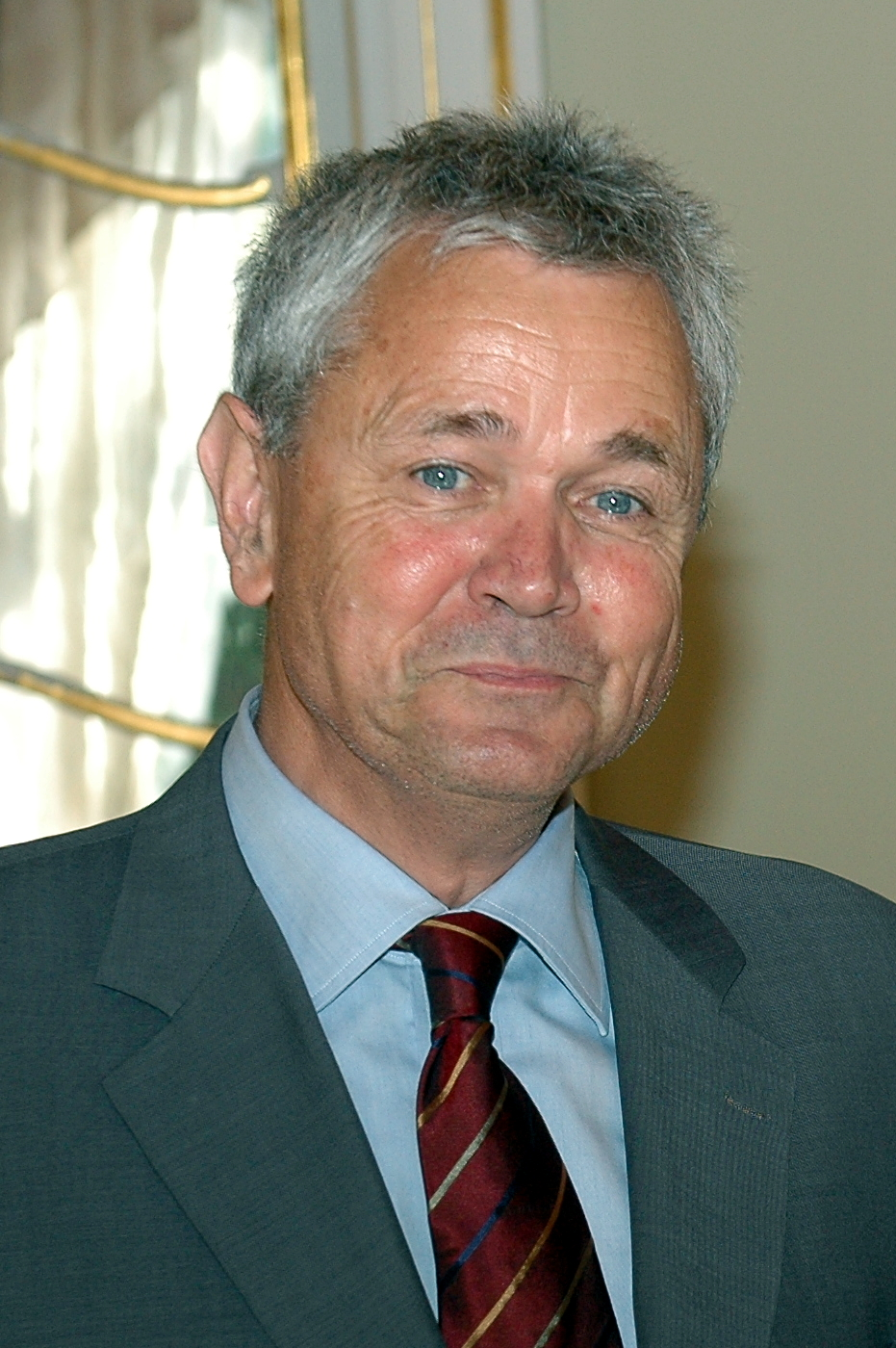
Klaus Burkhardt (2010)

Klaus Burkhardt (* 9. März 1947) ist ein ehemaliger deutscher Diplomat und war zuletzt Botschafter der Bundesrepublik Deutschland in Riga, Lettland.

## Leben
Nach dem Studium der Alten Geschichte, Zeitgeschichte, Politikwissenschaften und Englischen Literatur an der Universität Mannheim war er von 1974 bis 1979 Wissenschaftlicher Assistent am Lehrstuhl für Zeitgeschichte in Mannheim und promovierte zugleich zum Dr. phil.
Dem Eintritt in den Auswärtigen Dienst 1979 folgten Verwendungen im Auswärtigen Amt (Kulturabteilung, Referat für die NATO, Wirtschaftsabteilung), an der Botschaft in Polen (Wirtschaftsreferent), an der Botschaft in Ägypten (Leiter der Wirtschaftsabteilung) sowie an der Botschaft in Großbritannien (Leiter der Presse- und Informationsabteilung). Von 2000 bis Juli 2004 war Burkhardt Leiter eines Referates in der Europaabteilung des Auswärtigen Amtes in Berlin, anschließend Botschafter in Jordanien. Ab 2008 fungierte er als Repräsentant der Bundesrepublik bei der Palästinensischen Autonomiebehörde in Ramallah.
Seit August 2010 war Klaus Burkhardt der deutsche Botschafter in der lettischen Hauptstadt Riga und bekleidete dieses Amt bis zu seinem Eintritt in den Ruhestand. Nachfolgerin in dieser Funktion wurde am 10. Juli 2012 Andrea Wiktorin, die zuvor als Referatsleiterin im Auswärtigen Amt eingesetzt war.